# Роза Долина
Роза Долина (рос. Роза Долина) — присілок у Азовському німецькому національному районі Омської області Російської Федерації.
Належить до муніципального утворення Цветнопольське сільське поселення. Населення становить 415 осіб.

## Історія
Згідно із законом від 30 липня 2004 року органом місцевого самоврядування є Цветнопольське сільське поселення.

## Населення
| 1926 | 1939 | 2002 | 2003 | 2010 |
| ---- | ---- | ---- | ---- | ---- |
| 293  | ↗420 | ↘405 | ↘391 | ↗415 |